# Atso Almila
Atso Aksel Almila (Helsinki, 13 juni 1953) is een Fins componist en dirigent.

## Levensloop
Hij studeerde aan de Sibelius-Akademie in Helsinki orkestdirectie (diploma 1977) bij Jorma Panula. Hij is chef-dirigent geweest van het Tampere Philharmonisch Orkest en van het Joensuu Municipal Orchestra. Sinds 1982 is hij artistiek leider van het Fins Nationaal Theater in Helsinki en hij heeft verschillende opnamen gedirigeerd met de Fins National Opera.
Als componist schreef hij een aantal opera's, twee symfonieën en verschillende concerten, alsook kamermuziek voor blazers en andere ensembles en toneelmuziek. Almila's muziek is overwegend neoklassiek en richt zich op het praktische musiceren in de zin van Paul Hindemiths "Gebruiksmuziek".

## Composities

### Werken voor orkest

#### Concerten voor orkest of instrumenten
- 1976 Suite, voor trombone en strijkorkest, opus 8
  1. Meditazione
  2. Canto
  3. Scherzo vivo
- 1978-1979 Concerto, voor contrabas en orkest, opus 20
- 1980 Concerto, voor twee klarinetten en harmonieorkest, opus 21
  1. Introduzione
  2. Aria
  3. Finale
- 1985 Concerto, voor dwarsfluit en orkest, opus 28
  1. Allegro
  2. Andante - Interludium
  3. Allegretto
- 1986 Concerto, voor tuba en strijkorkest
  1. Moderato
  2. Tranquillo
  3. Presto
- 1987-1988 Symfonie, voor koperkwintet en orkest
  1. Allegro
  2. Parlando
  3. Telefonico
- 1989 Concerto, voor viool en orkest
  1. Allegro
  2. Lento
  3. Presto
- 1992-1993 Cirkus Alexander, voor koperkwintet en blazersensemble
- 1994 Concerto, voor trombone en orkest
- 1995 Concertino, voor trompet en koperensemble (4 trompetten, 4 trombones, tuba)
- 2001-2002 Concerto, voor fagot en orkest
- 2004 Concerto II per Tuba, voor tuba en harmonieorkest

#### Andere werken
- 1978 A March voor orkest, opus 18 Nr. 2
- 1981 Musica Aleatorica voor orkest
- 1986 Introduction to orchestra
- 1987 Juhlasoitto voor orkest
- 1991-1992 Birds voor orkest
- 1998 Visions from the North voor orkest
  1. In times of War
  2. Dance of the Midnight Sun
  3. Introduction:The Mythical Gods
  4. Finale: The King's March

### Werken voor harmonieorkest en brassband
- 1979 Concert-March, voor harmonieorkest, opus 16
- 1980 Concerto, voor twee klarinetten en harmonieorkest (zie Concerten met orkest of instrumenten)
- 1982 Air for Brass, voor brassband, opus 18 Nr. 3
- 1984 TePaTePa, voor brassband, opus 26
- 1986 Allegro agitato, voor brassband
- 1986 Teatterimuisto, voor harmonieorkest
- 1992-1993 Cirkus Alexander, (zie onder Concerten met orkest of instrumenten)
- 1993 Lieksa Ballad, voor harmonieorkest
- 1995 Concertino, voor trompet en koperensemble (zie onder Concerten met orkest of instrumenten)
- 2003 EPOSIMO, voor harmonieorkest
- 2003 Symphony II, voor harmonieorkest
- 2004 Concerto II per Tuba, (zie onder Concerten met orkest of instrumenten)
- Celebration overture, voor harmonieorkest
- Theater Memory, voor harmonieorkest

### Missen, cantates
- 1984 Suomalainen messu (Finnish Mass) voor solobariton, gemengd koor en strijkers, opus 27
- 1993 Ja hänen nimensä oli Kuulemiin Jazzcantate voor gemengd koor en orkest - voor solo-mezzosopraan, solo-alt, solobariton, spreker, gemengd koor en orkest, op tekst van Leevi Lehto
- 1996 Main Paras Vaif I-II voor solobariton, gemengd koor en orkest, op teksten van Aleksis Kivi en Antti-Einari Halonen

### Kamermuziek
- 1977 Concert Tango voor 4 hoorns, 4 trompetten, 4 trombones, eufonium en tuba, opus 18
- 1978 Le mele del Melo voor viool, altviool en harp, opus 19
- 1983 King's Sorrow voor hobo d'amore en orgel of piano, opus 25
- 1984-1985 Dedications, memories Suite for koperkwintet, opus 27
  1. The Great Snake-Exhibition, to A. and J.
  2. ...to us
  3. The Albertsons, to M. and J.
- 1985 Raginski voor koperkwintet
- 1985 Nonet for Wind Instruments voor 2 hobo's, klarinet, basklarinet, 2 fagotten, contrafagot en 2 hoorns
- 1987 Little Suite for 4 Horns
  1. Allegro
  2. Lento immobile
  3. Allegretto
- 1989 Seven Fanfares voor 3 hoorns of 3 trompetten, althoorn of hoorn, tenorhoorn, eufonium of trombone en tuba
- 1990 A Mario voor 4 klarinetten, 2 bassethoorns, 2 basklarinetten en contrabasklarinet
- 1991 Brass Quintet
- 1993 Wind quintet
- 1993 String Quartet in e
- 1994 Clarinet Trio "Eleven Days" voor klarinet, cello en piano
  1. Allegro agitato
  2. Allegretto-vivace
  3. Tranquillo-mosso-tranquillo
- 1996 simple? voor 2 fluiten, hobo, 2 klarinetten, 2 fagotten en contrabas
- 1996 Seven brothers Fanfare voor 3 cornetten, althoorn, tenorhoorn, eufonium en tuba
- 1998 Tubarimba voor tuba en marimba
- 2000 Miniatures voor 2 trompetten en 2 trombones
  1. Static (Leggiero)
  2. Empathic (Lento)
  3. Ecstatic (Allegretto)
  4. Enigmatic (Sarabande)
  5. Kinetic (Allegro)
- 2002 Icedream voor hoorn, 2 trompetten, trombone, tuba en accordeon
- 2004 Vive les Femmes!!! Een Jazzfantasie in vijf delen gebaseerd op het verhaal van Christian Lindblad

### Vocale en koormuziek met orkest of instrumenten
- 1976 Two Songs tot the Texts by Esa-Pekka Salonen voor solobariton, 4 trombones en piano, opus 16
  1. Ego
  2. Sen jälkeen en ole sama
- 1981 Job 14:1-6 voor gemengd koor
- 1983 Ei eilen, ei huomenna voor gemengd koor en hoorn, 2 trompetten, 2 trombones en tuba, opus 24, op tekst van Tuulia Almila
- Three Miniatures voor gemengd koor a capella

### Toneelwerken
- 1983 King Lear voor geluidsband, blazers en percussiegroep, op tekst van William Shakespeare
- 1984 Nummisuutarit voor 14 instrumenten en zangers, op tekst van Aleksis Kivi
- 1988 Thirty Pieces of Silver, opera in drie bedrijven gebaseerd op het verhaal van een wederdoper in de 19e eeuw
- 1990 Kuninkaan Kujanjuoksu - for the 200th anniversary of the Ruotsinsalmi battle voor gemengd koor en orkest, op tekst van Arto Seppälä
- 1992 Ameriikka - America emigrantenopera, met een libretto van Antti Tuuri
- 2000 Antti Isotalo opera - speelt zich af in het vroege 20ste-eeuwse Ostrobothnia, op een libretto van Antti Tuuri
- 2002 Bottoms Up! opera - speelt zich af in de tijd van de Bezetting - libretto: Tiina Puumalainen

### Filmmuziek
- 1984 Da Capo
- 1989 Kotia päin

- Bibsys: 3112359
- Bibliothèque nationale de France: cb13937497r (data)
- Gemeinsame Normdatei: 135105196
- International Standard Name Identifier: 0000 0000 8185 7540
- Library of Congress Control Number: n86855934
- MusicBrainz: 29b0af9d-098d-432f-b936-475ee71df47a
- Système universitaire de documentation: 157652114
- Virtual International Authority File: 116774775
- WorldCat: E39PBJd8chmCr6wprdDRDVmjmd